# La Princesse grecque et le Jeune Jardinier
Ne doit pas être confondu avec La Princesse et le Jardinier.

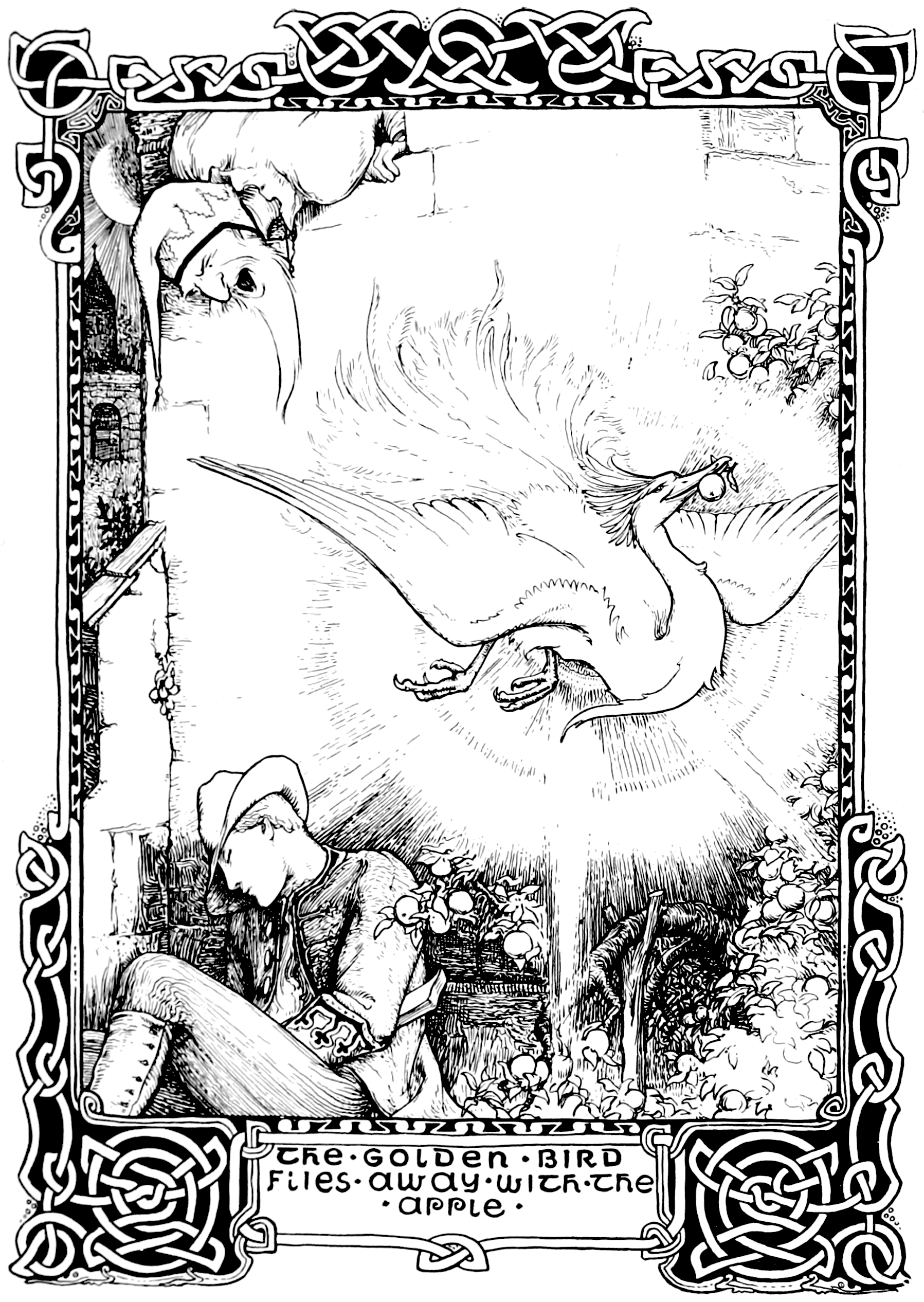
Frontispice de More Celtic Fairy Tales.

La Princesse grecque et le Jeune Jardinier est un conte merveilleux irlandais recueilli par Patrick Kennedy dans Fireside Stories of Ireland. Joseph Jacobs l’a inclus dans More Celtic Fairy Tales,.
Le conte est semblable au type 550 de l’index d’Aarne-Thompson, « the quest for the golden bird / firebird » (La Quête de l’oiseau d’or de feu) le conte écossais How Ian Direach got the Blue Falcon et le conte allemand L'Oiseau d'or. Il existe d’autres contes merveilleux du même type : The Bird 'Grip', Tsarevitch Ivan, the Fire Bird and the Gray Wolf et The Nunda, Eater of People.

## Résumé
Un roi, qui avait une fille, vieillissait et commençait à tomber malade. Les médecins lui expliquèrent que le meilleur remède pour lui était de manger les pommes de son propre verger. Un soir, il vit un oiseau les voler. Il rejeta la faute sur le jardinier pour avoir négligé le verger, et celui-ci promit que son fils, le meilleur archer de la contrée, empêcherait l’oiseau voleur de nuire à nouveau. Le soir suivant, le fils aîné du jardinier se rendit dans les jardins, mais il s’endormit. Le roi les vit, lui ainsi que l’oiseau voleur, mais malgré le hurlement qu’il poussa, le jeune homme ne se réveilla pas assez vite. La même chose se produisit avec le second fils. Mais le troisième soir, le fils cadet resta éveillé et parvint à arracher une plume à l’oiseau, ce qui l’effraya pour de bon.
Le roi admira intensément la plume et décréta qu’il donnerait sa fille en mariage à quiconque lui apporterait l’oiseau. Le fils aîné du jardinier était déterminé à y parvenir. Alors qu’un renard vint lui quémander un morceau de son déjeuner, le fils lui décocha une flèche. Puis, quand vint l’heure de trouver où se loger, le fils aîné eut le choix entre deux auberges : l’une très festive et l’autre plutôt calme. Il choisit l’auberge festive, et n’en revint plus jamais. Peu après, la même chose se produisit avec le second fils. 
Enfin, le fils cadet se décida à chercher l’oiseau. Il partagea son déjeuner avec le renard et, par respect pour sa générosité, ce dernier le mit en garde contre une auberge festive avec de la danse où il ne devait pas se rendre. Il lui conseilla de choisir plutôt une auberge tranquille et le fils cadet suivit son conseil. Le jour suivant, le renard lui révéla qu’il pourrait trouver l’oiseau au château du roi d’Espagne, et il l’y emmena. Puis, le renard lui dit qu’il pouvait entrer et emporter l’oiseau et sa cage. Alors, il entra dans le château et il vit trois pommes d’or avec l’oiseau ainsi qu’une cage d’or. Il enferma l’oiseau dans sa cage d’or. Cependant, ce dernier se réveilla et le jeune homme se fit emprisonner. Le roi lui donna une unique chance de sauver sa vie : voler la pouliche baie du roi du Maroc.
Le fils ressortit donc et le renard l’emmena jusqu’au château du roi du Maroc. Il le mit en garde : la pouliche ne devait pas toucher autre chose que le sol, sous aucun prétexte. Le fils cadet entra et vit une selle d’or. Lorsqu’il la plaça sur la pouliche, celle-ci hennit et le fils cadet fut à nouveau emprisonné. Le roi lui proposa de lui laisser la vie sauve et de lui donner la pouliche s’il lui amenait la Princesse aux Boucles d’Or, qui était la fille du roi des Grecs. 
Le renard l’emmena au château en question et lui expliqua ce qu’il fallait répondre si on lui demandait une faveur. Le fils cadet trouva la princesse et la réveilla, en la priant de le laisser l’emmener avec lui et en lui promettant de la sauver de l’emprise du roi du Maroc. Elle demanda à pouvoir dire au revoir à son père, mais le jeune homme refusa. Alors, elle lui proposa plutôt de l’embrasser et il accepta, ce qui réveilla le roi. Ce dernier annonça au fils cadet qu’il le trouverait digne de sauver sa fille de l’emprise du roi du Maroc uniquement s’il parvenait à éliminer un énorme tas d’argile enchanté, qui pour chaque pelle vidée augmentait du double. Le jeune homme essaya, mais le tas d’argile ne fit qu’augmenter. Alors, le renard lui conseilla de manger et de se reposer. Puis, il avoua son échec au roi et à la princesse, bien que celle-ci eût espéré qu’il réussisse. Le roi laissa le jeune homme emmener la princesse, malgré son profond regret de rester seul, car le frère de la princesse était retenu prisonnier par une sorcière.
Le renard les emmena face au roi du Maroc, et le jeune homme demanda à pouvoir serrer la main de la princesse avant de partir. Lorsque le roi accepta sa requête, il en profita pour emporter la princesse sur la pouliche baie. Puis il apporta la pouliche baie au roi d’Espagne, en laissant la princesse avec le renard. Mais alors que le roi lui donnait l’oiseau et les pommes d’or, il caressa le cheval comme une très belle bête et il put s’enfuir avec le cheval et l’oiseau. Finalement, ils sauvèrent ses frères qui les suppliaient, puis le renard demanda au fils cadet de lui couper la tête et la queue. Le jeune homme ne pouvait se résoudre à le faire, mais lorsque le fils aîné le fit à sa place, le renard se métamorphosa en prince, pour redevenir le frère de la princesse qui avait été emprisonné par une sorcière. Puis ce dernier épousa la fille du roi et le fils du jardinier épousa la sœur du prince, la princesse grecque.